# Phorcus

Phorcus es un género de molusco gasterópodo marino.
Las peonzas son moluscos herbívoros que se alimentan de algas. Su distribución abarca el Mar Mediterráneo y el Océano Atlántico nororiental. En las Islas Canarias se le conoce comúnmente como "burgado".

## Especies

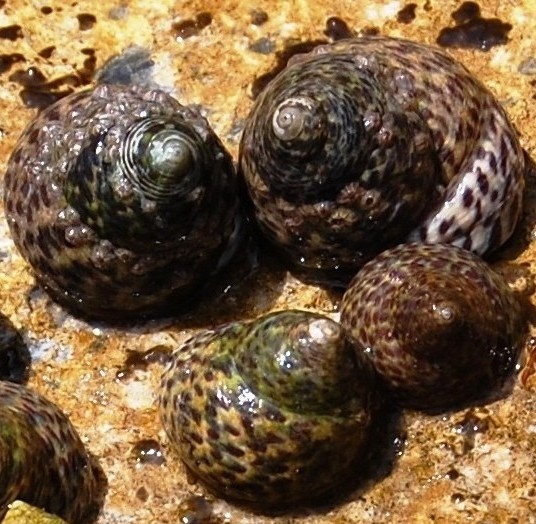
Phorcus turbinatus en el Mediterráneo.

- Phorcus articulatus (Lamarck, 1822)
- Phorcus atratus (Wood, 1828)
- Phorcus lineatus (da Costa, 1778)
- Phorcus mariae Templado & Rolán, 2012
- Phorcus mutabilis (Philippi, 1846)[1]
- Phorcus punctulatus (Lamarck, 1822)
- Phorcus richardi (Payraudeau, 1826)[2]
- Phorcus sauciatus (Koch, 1845)
- Phorcus turbinatus (Born, 1780)